# Rubus drymophilus
Rubus drymophilus är en rosväxtart som beskrevs av P. J. Müll. och Lefev.. Rubus drymophilus ingår i släktet rubusar, och familjen rosväxter. Inga underarter finns listade i Catalogue of Life.